# 岬村 (新潟県)
岬村（みさきむら）は、かつて新潟県佐渡郡にあった村。

## 地理
- 島嶼：佐渡島

## 沿革
- 1889年（明治22年）4月1日 - 町村制施行に伴い羽茂郡小木村、琴浦村、金田新田、田ノ浦村、江積村、沢崎村、深浦村、犬神平村、強清水村、宿根木村が合併し、岬村が発足。
- 1896年（明治29年）4月1日 - 郡の統合により佐渡郡に所属[1]。
- 1901年（明治34年）11月1日 - 佐渡郡小木町と合併し、小木町を新設して消滅。